# Al-Wakra (Gemeinde)
al-Wakra (arabisch بلدية الوكرة, DMG Baladiyyat al-Wakra) ist eine von acht Gemeinden Katars. Die Hauptsiedlung ist die gleichnamige Stadt al-Wakra. Die Gemeinde hatte bei der Volkszählung von 2015 insgesamt 299.037 Einwohner. Die meisten Einwohner leben im Norden der Gemeinde, wo sich Teile der Metropolregion Doha auf das Gebiet al-Wakras ausgebreitet haben.
Das südliche Ende von al-Wakra ist geprägt von dichten Sanddünen. Anders als im nördlichen Katar, wo die meisten Gebiete in der Nähe des Meeresspiegels liegen, befinden sich die südlichen und zentralen Teile von al-Wakra größtenteils auf einer Höhe von 40 bis 60 Metern über dem Meeresspiegel. Wasser ist in den meisten Gebieten knapp, da der Grundwasserspiegel relativ niedrig ist.
al-Wakra grenzt an zwei Gemeinden: ar-Rayyan im Nordwesten und Doha im Norden.

## Geschichte
Die Gemeinde entstand 1972.
2019 wurde das al-Janoub Stadium für die Fußball-WM 2022 fertiggestellt.

## Demografie
| März 1986 | März 1997 | März 2004 | April 2010 | April 2015 |
| --------- | --------- | --------- | ---------- | ---------- |
| 21.273    | 29.960    | 43.384    | 118.895    | 299.037    |